# Бань Чао
Бань Ча́о (кит. 班超, пиньинь Bān Chāo, 32 — 102), взрослое имя Чжуншэ́н (仲升) — полководец и дипломат Древнего Китая эпохи Хань. Сын историка Бань Бяо, начавшего составление «Ханьшу», и брат историка Бань Гу, её завершившего.

## Биография
Смолоду проявил незаурядные таланты. Когда его старший брат Бань Гу стал чиновником в Лояне, то он вместе с матерью также перебрался в столицу. Так как жизнь в столице была дорогой и семья нуждалась, Бань Чао пошёл работать клерком в правительственные учреждения. Согласно легенде, в этот период однажды он сказал: «Фу Цзецзы и Чжан Цянь смогли получить титулы, так что и переписчик может выдвинуться». Император Мин-ди дал ему должность при придворном историке.

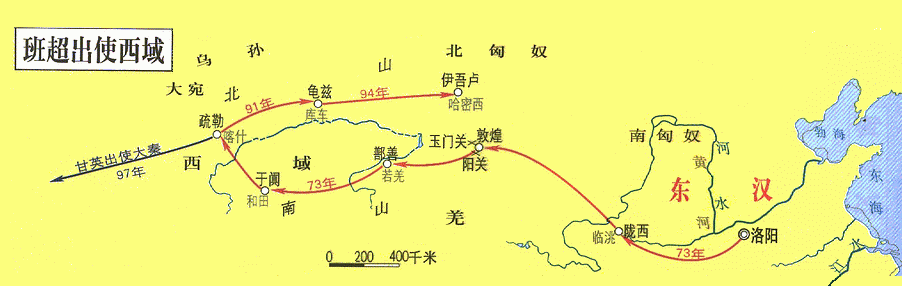
Завоевание Западного края Бань Чао

В 73 году Бань Чао по распоряжению Доу Гу отправился послом в «Западный край». Отличившись в бою у озера Баркуль, Бань Чао получил задание пройти с небольшим отрядом в Шаньшань и навести там порядок. В Шаньшани Бань Чао уничтожил гуннское посольство; его решительные действия привели к смене ориентации шаньшаньцев с прогуннской на проханьскую. Затем он двинулся на Хотан, где правитель Гуаньду, напуганный рассказами о шаньшаньской резне, при его приближении убил гуннского офицера и перешёл на сторону империи Хань. В 74 году Бань Чао прибыл в Кашгар, и с помощью хотанцев и недовольных кашгарцев сместил поставленного гуннами правителя и поставил вместо него местного уроженца. В 75 году правители Кучи и Аксу осадили Бань Чао в крепости Паньду около Кашгара. После долгой обороны Бань Чао был вынужден уступить Кашгар кучасцам и уйти в Хотан. В 76 году он вернулся из Хотана в Кашгар, и после отчаянной битвы вновь овладел им.
В 78 году император Чжан-ди отозвал войска из Западного края, так как боевые действия стали слишком дорогими для экономики. Бань Чао остался изолированным, но сумел объединить прокитайские элементы и, собрав десятитысячную армию, разгромил княжества Гумо и Шачэ. В Кашгаре вспыхнуло антикитайское восстание, но в критический момент к Бань Чао прибыло небольшое подкрепление из империи, и восстание было подавлено.
Чтобы получить союзников, Бань Чао предложил императору возобновить союз с Усунями. В Усунь было отправлено официальное посольство, но кучасцы отрезали дорогу на Усунь. В 83 году двор прислал Бань Чао подкрепление из 800 солдат, и тот напал на Яркенд, но одновременно в Кашгаре вспыхнуло восстание, сорвавшее кампанию. После полугода боевых действий Бань Чао сумел разгромить повстанцев.
В 87 году глава кашгарских повстанцев захотел вернуться на родину, и вступил в переговоры с Бань Чао. Бань Чао принял его и немедленно казнил, после чего вырезал 700 его сторонников. В 88 году Бань Чао во главе хотанцев, шаньшаньцев и кашгарцев подошёл к Яркенду. На помощь Яркенду явились князья Кучи и Аксу. Бань Чао сумел обманом выманить войска противника из города в пустыню, а сам взял город.
В 90 году Бань Чао по неизвестной причине развязал войну с Кушанским царством и победил в ней. После того, как имперские войска выгнали гуннов из Хамийского оазиса и тем самым восстановили связь Западного края с империей Хань, Бань Чао перешёл в наступление и завершил завоевание Западного края.
В 97 году Бань Чао с 70-тысячной армией перевалил хребты Тяньшань, достиг берегов Каспия и отправил посланника Гань Ина в Римскую империю с целью разведки и, возможно, установления союзных отношений. Однако по пути Гань Ин был введен в заблуждение, получив неправильную информацию о трудностях дороги в Рим (парфяне, опасаясь оказаться в клещах между римлянами и китайцами, рассказали ему, что в Рим надо плыть через Персидский залив вокруг Аравии) и в итоге вернулся ни с чем. Прямые контакты между Китаем и Римом так и не были установлены.
В 102 году Бань Чао вышел в отставку по причине преклонного возраста и вернулся в Лоян, где он умер от болезни.